# Marquesado de Dos Fuentes
El marquesado de Dos Fuentes (o Dosfuentes, como también se refleja en documentos de época) es un título nobiliario español creado el 24 de septiembre de 1741, por el rey Felipe V a favor de Luis Francisco de la Cruz Mesía y Moreno de Rastia, regidor perpetuo de Almería, con el vizcondado previo de la Cruz Mesía.  Fue uno de los dos títulos de Castilla vendidos por el convento de Nuestra Señora del Carmen, en Sádaba, provincia de Zaragoza, para sufragar los gastos de la reconstrucción de su iglesia y convento, hoy desaparecidos.  El primer marqués de Dos Fuentes pagó 22 000 ducados por la adquisición del título, dándole a elegir entre condado o marquesado.
La denominación procede de la finca del mismo nombre, propiedad de Pablo Berbel, el padre de la esposa del primer marqués, situada en lo que actualmente es el Marchal o Marjal de Dos Fuentes, en el término municipal de Tabernas, provincia de Almería.
El título fue rehabilitado judicialmente en 1910 por Fernando de Antón del Olmet, quien no era descendiente de sangre de ninguno de los anteriores marqueses.

## Marqueses de Dos Fuentes
|                                 | Titular                                  | Periodo               |
| Creación por Felipe V           | Creación por Felipe V                    | Creación por Felipe V |
| ------------------------------- | ---------------------------------------- | --------------------- |
| I                               | Luis Francisco de la Cruz Mesía y Moreno | 1741-1744             |
| II                              | Pedro de la Cruz y Rienda                | 1745-1770             |
| III                             | Joaquina de la Cruz y Segura             | 1770-1819             |
| IV                              | Antonio García-Serón y Leonés            | 1820-1855             |
| Rehabilitación por Alfonso XIII |                                          |                       |
| V                               | Fernando de Antón del Olmet y López      | 1910-1955             |

## Historia de los marqueses de Dos Fuentes
- Luis Francisco de la Cruz Mesía y Moreno de Rastia (Baza, 10 de octubre de 1692-octubre de 1744),[3] I marqués de Dos Fuentes. Era hijo de Pedro de la Cruz Mesía y de María Moreno de Rastia.[3]

Casó con Claudia Teresa Berbel y Lizcano. Sin descendientes. Le sucedió su sobrino, hijo de su hermana:
- Pedro de la Cruz y Rienda, Regidor Perpetuo de Guadix, II marqués de Dos Fuentes.[4]

Casó con Luisa Segura y Rodríguez, natural de Orce, hija del alcaide del castillo de las Siete Torres de dicha villa. Le sucedió su hija:
- Joaquina de la Cruz y Segura (m. 1819), III marquesa de Dos Fuentes.

Casó con Juan Antonio Mariano García-Serón y Morata.  Su hijo, Juan Antonio García-Serón de la Cruz, no pudo sucederle pues murió antes que ella, en julio de 1812, quedándose su madre, la III marquesa, como tutora y curadora de los seis hijos que dejó huérfanos. Su esposa,  Ángela Leonés y Sicilia, había fallecido años antes. Le sucedió su nieto, hijo de Juan Antonio García-Serón:
- Antonio García-Serón y Leonés (baut. Lorca, 6 de octubre de 1810-22 de noviembre de 1852),[3] IV marqués de Dos Fuentes.

Casó con Atanasia Álvarez-Fajardo García de Alcaraz Mula en 1826, hija de Juan Álvarez-Fajardo Ruiz-Matheos y de Encarnación García de Alcaraz Mula y Pérez-Monte. Fueron padres de cinco hijos: Juan Lino, Lucio, Jacinto (Falleció soltero y con descendencia. Actualmente la familia Sastre, de Lorca y Águilas), Joaquín y Eulogia (Soltera y con descendencia en Lorca). El primogénito, Juan Lino, no pagó los derechos de sucesión al título en el plazo de dos años. Por disposición de fecha 27 de noviembre de 1855, el título quedó anulado.
Rehabilitado por Alfonso XIII a favor de Fernando del Antón del Olmet López, por real decreto de 27 de mayo de 1910.
- Fernando de Antón del Olmet y López (Huelva, 10 de octubre de 1872-Madrid, 20 de enero de 1955),[3] V marqués de Dos Fuentes, caballero de la Orden de Carlos III y maestrante de Zaragoza.[5] Hijo de Casilda López y Vélez y de Fernando de Antón del Olmet y García-Serón,[5] descendiente de Martín García-Serón, cuñado de la III marquesa, nada tenía que ver con la sangre de los de La Cruz, y aun así logró su posesión a pesar de que en la Real Cédula de creación se especifica que se otorga «para vos y sus descendientes y herederos en su Casa [de La Cruz]».